# Уикенд с майка ми
Уикенд с майка ми (на румънски: Weekend cu mama) е румънски филм от 2009 година на режисьора Щере Гулеа разказващ историята на изоставената Крис (Адела Попеску) от майка си Луиза (Медеа Маринеску), която заминава за Испания в търсене на по-добър живот и оставя дъщеря си в грижите на семейството на сестра си.
Крис започва да използва наркотици от малка, бяга от къщи, движи се в упадъчни компании и когато майка ѝ се завръща от Испания, е почти невъзможно да я вкара в правия път. Филмът е озвучен с музиката на Sleepy Rebels.